# Бас-Юрях
Бас-Юрях (устар. Бас-Юрэх) — река в Российской Федерации, в Жиганском районе Якутии, правый приток реки Лена. Длина — 56 км.
Исток реки находится в южной оконечности озера Бюргюнде, течёт в южном направлении, впадает в Лену, напротив острова Быркалах, в 898 км от устья.
По данным государственного водного реестра России относится к Ленскому бассейновому округу.
- Код водного объекта — 18030900112117500004520.